# Кабеса-ла-Вака
Кабеса-ла-Вака (ісп. Cabeza la Vaca) — муніципалітет в Іспанії, у складі автономної спільноти Естремадура, у провінції Бадахос. Населення — 1463 особи (2010).
Муніципалітет розташований на відстані близько 340 км на південний захід від Мадрида, 95 км на південний схід від Бадахоса.

## Демографія
Динаміка населення (INE ):